# Bärreksån
Bärreksån är en 10 km lång å i Sandvikens kommun. Den börjar strax söder om byn Bärrek och rinner ut i en vik av Dalälven bredvid Torrön alldeles vid gränsen till Dalarna.
Ån, som ligger i Färnebofjärdens nationalpark, beskrivs av Naturvårdsverket på följande vis: "Bärreksån rinner genom ett mycket flackt landskap,omgiven av kärrmarker och vidsträckta älvängar. Talrika hölador eller rester efter lador vittnar om älvängarnas stora betydelse som slåtterängar i det gamla bondesamhället. I ån finns en artrik vattenvegetation."